# Đại hội Nhạc trẻ
Đại hội Nhạc trẻ (tiếng Anh: Young Music Festival) là một sự kiện văn hóa thường niên được tổ chức trên địa phận Sài Gòn giai đoạn 1964-74.

## Lịch sử

### 1964 - 1969
Trong thập niên 1960, lối sống phóng túng kiểu Pháp du nhập mạnh vào thanh thiếu niên Việt Nam Cộng hòa, vì thế, thị trường giải trí đứng trước cơn khát thay đổi phong cách chậm buồn sang các trường phái sôi nổi hơn, xua tan nỗi chán ghét chiến tranh. Vào năm 1964, nhóm học sinh kiêm nhạc sĩ Jo Marcel, Trường Kỳ, Nam Lộc, Tùng Giang và Kỳ Phát tổ chức tại Trường Trung học La San Taberd một đại nhạc hội với chủ đích kỉ niệm cách mạng 01 tháng 11. Sự kiện hi hữu này lập tức được báo giới đăng tải và thổi bùng cơn sốt ái mộ trong lứa hoa niên.
| “                                               | Nhạc trẻ bắt nguồn từ nhạc Pháp, do các cô cậu học sinh trường Tây, con nhà giàu, mua các băng và dĩa nhạc đem từ Pháp về, du nhập vào Việt Nam. Lúc mới đầu, họ thành lập ban nhạc chỉ để vui chơi trong trường. | ” |
| — Nhạc sĩ Kỳ Phát, chủ nhiệm Bán nguyệt san Trẻ | |   |

Từ các năm sau, nhạc hội này lần lượt được tổ chức tại các tụ điểm như rạp Đại Kim Đô, rạp Thống Nhất, rạp Quốc Thanh, vũ trường Đại Thế Giới, vũ trường Maxim's với sức nóng và tầm ảnh hưởng ngày càng lớn. Nhưng phải đến năm 1969, sự kiện này mới chính thức mang danh Đại hội Nhạc trẻ và phỏng theo phương thức hoạt động của phong trào Woodstock. Mặc dù địa điểm không cố định, nhưng sân trường Taberd vẫn được coi là "tổ đình" của nhạc hội với các yếu nhân là Jo Marcel, Trường Kỳ, Nam Lộc, Tùng Giang, Kỳ Phát quy tụ trong Bán nguyệt san Trẻ. Từ tờ báo này, thuật ngữ Nhạc Trẻ xuất hiện năm 1965 và ngày càng nhiều để chỉ chung những dòng kích động nhạc mang hơi hướng jazz, rock, psychedelic...
| “                 | Bà Cả là chủ một tiệm cơm đối diện hai phòng trà Đêm Màu Hồng và Chez Jo Marcel, tức là khách sạn Catinal, vốn là tụ điểm của dân Nhạc Trẻ thời đó. Quán cơm nhỏ lắm, phải đi sâu vào cuối hẻm rồi đi lên cầu thang. Bà thưởng trải một cái phản rất dài, khách cứ ngồi lên đó mà ăn. Bà cứ bày ra nào là rau muống xào tỏi, thịt kho, canh chua thìa là, cá rán, đậu rán, đậu nhồi thịt, thịt đông, dưa chua, giả cầy... tất cả theo lối Bắc. Muốn ăn thì cứ chỉ, giá rất rẻ. Khổ một nỗi, anh em Nhạc Trẻ chỉ đến ăn với bà khi nào hết tiền, tới mức anh Trường Kỳ gọi là Đọi. Lúc nào có tiền thì dẫn bồ đi ăn tài nam, tiệm cơm Tây, nhưng lúc nào đói thì tới bà, vì có hai lí do : Bà bán rất rẻ và cho kí sổ. Cho nên, mỗi lần rủ đi ăn trưa mà hỏi đi đâu, thì bảo đi ăn chỗ bà Cả Đọi. Còn nhớ năm 1991 khi tôi về Việt Nam công tác theo Ngoại Giao Vụ, tôi xin phép đến quán cơm bà Cả Đọi. Tôi đến trước hết là thăm bà, vì bà gần như mẹ tinh thần của anh em Nhạc Trẻ, sau là muốn thanh toán hết số tiền anh em thiếu. Tôi bảo : Bà Cả cho tôi một ân huệ, là xin lại những tờ giấy ghi tiền để thanh toán ; bà nói : Không được, cậu có trả cả ngàn đô la chục lượng vàng tôi cũng không đổi, đây là kỉ niệm của tôi mà, sức mấy tôi cho ai. | ” |
| — Nhạc sĩ Nam Lộc | |   |

### 1970 - 1974
Sang đầu thập niên 1970, trào lưu beatlemania và hippy tràn vào, kết hợp tình hình chiến tranh ngày càng khốc liệt, nhóm yếu nhân báo Trẻ tới Cục Tâm Lý Chiến xin yểm trợ để Đại Hội được diễn ra chuyện nghiệp và có ý nghĩa lớn hơn, mà theo nhạc sĩ Nam Lộc, tiêu chí đặt ra phải là : Tất cả cá nhân hoặc ban nhạc đăng ký biểu diễn đều không được nhận thù lao, toàn bộ tiền vé hoặc quyên tặng sẽ nộp vào quỹ Cây Mùa Xuân Chiến Sĩ - một chương trình từ thiện cho cô nhi quả phụ của chiến sĩ Quân lực Việt Nam Cộng hòa. Vì thế, từ năm 1971, đích danh bà phu nhân tổng thống Nguyễn Thị Mai Anh đứng ra làm nhà bảo trợ chính và chủ tọa chương trình, mà mục đích của thành viên tham dự Đại Hội đều vì ủng hộ hòa bình và động viên chiến sĩ. Tổng nha Cảnh sát Đô thành cũng tham gia với vai trò giữ trị an. Đồng thời, kí giả Trường Kỳ thuê hẳn vũ trường Queen Bee để mở chương trình Hippie Agogo thu hút nhiều bạn trẻ tham dự với tư cách biểu diễn.
Đại hội Nhạc trẻ thu hút lượng lớn nhạc sĩ, ca sĩ, ban nhạc tới từ Sài Gòn, Vũng Tàu, Đồng Nai, Đà Nẵng, Huế. Tuy nhiên, cũng vì mục đích kêu gọi hòa bình nên các cá nhân hoặc tổ chức ngoại quốc cũng được hoan nghênh, một số ca sĩ và ban nhạc Phi Luật Tân, Thái Lan, Hồng Kông, Đài Loan, Mỹ... cũng đăng ký tham dự. Vì lượng quan tâm quá lớn nên Đại Hội phải chuyển ra những hội trường rộng hơn như Sân vận động Hoa Lư, Thảo Cầm Viên Sài Gòn, Công viên Tao Đàn ; đương thời được báo giới đánh giá là sự kiện âm nhạc có quy mô và tầm ảnh hưởng lớn nhất Á châu. Đại nhạc hội cuối cùng được tổ chức tháng 12 năm 1974 tại Taberd.
| “                 | Bản thân tôi viết nhạc khá nhiều, nhưng chính tôi cũng không nhớ. Vì lúc đó mình viết say mê lắm, vì hai lí do : Muốn có ca khúc cho bạn trẻ hát và bởi có người thôi thúc. Người ấy là anh Thành, chủ nhà in Hiện Đại. Theo tôi, nhân vật có công lớn nhất trong phong trào Việt hóa nhạc trẻ là anh Thành Hiện Đại. Khi gặp tụi tôi, anh thấy bài nào dù hay dở thế nào anh cũng đưa tiền. Dường như anh muốn sưu tập hết, và dường như anh nhìn ra được giá trị. Mặc dù đem về chưa chắc anh đã in, chỉ cất trong kho. Không chỉ với bọn Nhạc Trẻ chúng tôi, mà cả các nhà văn. Văn nghệ sĩ thường nghèo vì ăn nhậu nhiều và hút thuốc phiện, như Nguyễn Tuấn Kiệt, Ngọc Thứ Lang, Mai Thảo, Chu Tử... Anh thấy bất cứ tác phẩm của ai là anh mua, rồi đem cất để ngày nào đó xuất bản. Anh bảo Ngọc Thứ Lang : Bây giờ anh cứ về viết, ngày mai đưa mấy trang thì em lại đưa tiền. Đó là xuất xứ bản dịch cuốn 'Bố già'. Tôi cũng vậy, nhiều khi cần tiền đi chơi với bạn gái, thế là đêm về vội vàng viết - có bài hay bài dở, bài vì tiền bài vì cảm xúc. Anh luôn nói rằng, muốn giúp đỡ những nhạc sĩ có tài mà thiếu cơ hội. | ” |
| — Nhạc sĩ Nam Lộc | |   |

## Phong cách
Ở giai đoạn sơ khai 1964-70, các ca sĩ và ban nhạc thường tái hiện những ca khúc ngoại quốc thịnh hành đương thời, chủ yếu là tiếng Pháp, tiếng Ý và tiếng Anh. Sau đó, báo Trẻ mời các nhạc sĩ Vũ Xuân Hùng và Phạm Duy cộng tác với vai trò chuyển thể nhạc ngoại sang lời Việt, bản thân nhóm yếu nhân cũng tìm cách dịch một số ca khúc Mỹ, điển hình Tell Laura I love her và A cowboy's work is never done được nhạc sĩ Nam Lộc chuyển thành Trưng Vương khung cửa mùa thu và Mây lang thang. Nên bấy giờ, phong trào này được gọi Việt hóa nhạc trẻ.
Sang đến thập niên 1970, Đại Hội đã gầy dựng được đặc trưng khi buộc những người biểu diễn phải tự có ca khúc riêng dù ít hay nhiều. Từ đó, Đại Hội trở thành nơi ươm mầm một thế hệ nhạc sĩ khá ổn vững về sức sáng tác, tạo nên lượng ca khúc rất lớn và phong phú, dần thế chỗ nhạc ngoại.

## Nhân sự
- Ban tổ chức : Jo Marcel, Trường Kỳ, Nam Lộc, Tùng Giang, Kỳ Phát
- Nhà bảo trợ : Phu nhân Tổng thống Việt Nam Cộng hòa, Tổng cục Chiến tranh Chính trị, Tuần báo Diều Hâu, Nhật báo Sống, Bán nguyệt san Trẻ, Đài Truyền hình Việt Nam
- Hãng băng dĩa : Shotguns, Continental, Thúy Nga
- Xướng ngôn viên : Trường Kỳ, Jo Marcel, Nam Lộc

### Nhạc sĩ
- Phạm Duy
- Vũ Xuân Hùng[9]
- Ngọc Chánh
- Nguyễn Duy Biên
- Khánh Băng
- Phùng Trọng
- Hoàng Thi Thơ
- Trần Thiện Thanh
- Nguyễn Ánh 9
- Y Vân
- Lam Phương
- Đỗ Ngọc Yến
- Nguyễn Hữu Đống
- Từ Dung
- Từ Công Phụng
- Miên Đức Thắng
- Đoàn Chính
- Bùi Thiện
- Tạ Tỵ
- Thế Uyên
- Hà Huyền Chi
- Trịnh Công Sơn

### Ca sĩ
- Lệ Thu
- Thanh Lan
- Helena
- Công Thành
- Bích Trâm
- Chánh Tín
- Băng Châu
- Kim Ngân
- Đức Huy
- Cathy Kim Dung
- Cathy Huệ
- Julie
- Tuấn Ngọc
- Tiến Chỉnh
- Khánh Hà
- Carol Kim
- Quốc Dũng
- Thanh Mai
- Khánh Ly
- Kim Oanh
- Minh Phúc
- Thụy Ái
- Jimmy Joseph
- Françoise Hằng
- Như An
- Thanh Tuyền
- Lê Uyên & Phương
- Thiên Nga[10]
- Trang Thanh Lan
- Trang Mỹ Dung
- Trang Kim Phụng
- Trang Kim Yến

### Ban nhạc
- The Rockin' Stars
- Les Pénitents
- Les Cavaliers
- Les Tridents
- Teddy Bears
- Les Faucons Noirs
- Le Frere
- The Rocking Stars
- The Black Caps
- Strawberry Four
- The Shotguns
- Black Stone
- Blue Jets
- Enterprises
- The Hammer
- Peanuts Company
- Blue Stars
- Magic Stone
- Phượng Hoàng
- Thăng Long
- The Dreamers
- The Fanthastics
- Les Vampires
- Hải Âu
- CBC[11]
- Crazy Dogs
- Top Five
- Mây Trắng
- Hồn Hoang
- The Uptight
- The Apple's Three
- The Cats Trio
- The Golden Bells
- DVT Brothers[12]
- Tam ca Đông Phương

Ngoài ra : Ban vũ hoạt kê Phát-Giàu, ban hề AVT, ảo thuật gia quốc tế Z-27...

### Xuất phẩm
- Saigon by night (phim phóng sự hãng Alpha Films, 1964)
- Thế giới nhạc trẻ (phim tài liệu, Trường Kỳ và Jo Marcel thực hiện, 1971)
- Người cô đơn (phim truyện của đạo diễn Hoàng Thi Thơ, 1972)
- Vết chân hoang (phim truyện, Jo Marcel thực hiện, 1973)
- Tuổi dại (phim truyện của đạo diễn Thái Thúc Hoàng Điệp, 1974)
- Băng nhạc hồng (dĩa nhựa Trường Kỳ)
- Nhạc trẻ (dĩa nhựa Ngọc Chánh và Kỳ Phát)
- Tình ca Nhạc Trẻ (dĩa nhựa Vũ Xuân Hùng và Nguyễn Duy Biên)

| “                                  | Có lứa tuổi mà người ta hành-động không đắn-đo suy-tính, bất kể đến hậu-quả đen-tối của một sự liều-lĩnh có thể đưa con người xuống vực thẳm không tài nào thoát-khỏi. Lứa tuổi ấy là Tuổi-Dại. Tuổi Dại - một đề-tài hiện-đại được đưa lên màn ảnh một cách thật-thà chu-đáo, trọn-vẹn sâu-sắc. Tuổi Dại - một phim có chủ-đề độc-đáo chưa hề thực-hiện từ trước đến nay, do một nhóm trẻ thực-hiện, dưới sự đóng góp tích-cực của Nam-Lộc Trường-Kỳ - những người đang sống và đã sống gần nhất với giới trẻ ngày nay. Tuổi Dại - một Woodstock thu-hẹp. Tuổi Dại - một Love Story kiểu Việt-nam. Tuổi Dại - một Roméo-Juliette thời-đại. Tuổi Dại là tuổi cô-đơn lạc-loài, Tuổi Dại là tuổi hung-hăng vô lối, Tuổi Dại là tuổi buồn vô cớ, Tuổi Dại là tuổi vui điên-loạn. Với một thành-phần diễn-viên mới nhất từ trước đến nay : Yến-Thu, Thanh-Mai, Duy-Phúc, Trường-Duy. Song-song với những tài-tử danh-tiếng : Đoàn-châu-Mậu, Túy-Hoa, Tùng-Lâm, Thy-Phương. Tuổi Dại - màu Eastmancolor, màn ảnh đại vĩ-tuyến Vinascope. Tuổi Dại - với sáu ban nhạc trẻ trứ-danh, với mười diễn-viên chánh và năm-mươi diễn-viên phụ góp mặt lúc quay. Tuổi Dại - một phim tốn-kém thực-hiện theo tiêu-chuẩn quốc-tế. Tuổi Dại - phim của những người đang và sắp-sửa gánh nặng cuộc đời. Tuổi Dại - một phim mà giới trẻ phải đi xem để thấy một phần hồn một phần xác của mình trong phim. Sắp chiếu nay-mai trên màn ảnh nầy. | ” |
| — Quảng cáo phim Tuổi dại năm 1975 | |   |

## Ảnh hưởng
Đại hội Nhạc trẻ có đóng góp lớn trong việc khuấy động lối sống thanh thiếu niên Việt Nam Cộng hòa đang chịu ảm đạm bởi chiến tranh, và lâu dần thành một phong cách giải trí đủ sức cạnh tranh nhạc vàng và đứng cạnh các phong trào như hướng đạo, Du ca Việt Nam của Hoàng Ngọc Tuệ và Nguyễn Đức Quang, Hát cho đồng bào tôi nghe của nhóm Tôn Thất Lập, Trần Long Ẩn, Trịnh Công Sơn.
Mặc dù gây tiếng vang trong công luận chuộng hòa bình nhưng cũng có nhiều luồng dư luận chỉ trích Đại hội Nhạc trẻ là một biểu hiện xã hội tiêu cực, bệnh hoạn. Đương thời, nhóm Nhạc Trẻ của "vua hippie" Trường Kỳ đối lập với nhóm Thanh Niên Trừ Gian - một tổ chức ủng hộ chiến tranh, hai bên thường xuyên có lời qua tiếng lại trên mặt báo. Nhóm này cùng nhiều nhóm khác thường thuê người đi xé bích chương, biểu ngữ của Đại hội Nhạc trẻ ở chốn công cộng, buộc quân cảnh phải dẹp.
| “                 | Có những người cảm thấy đất nước đang chinh chiến, đồng bào chết chóc, chiến sĩ hi sinh mà mình ngồi đây ăn chơi phè phỡn nghe nhạc, cho nên đã thành truyện xung khắc trong xã hội. Nhiều người trở nên bực dọc, chính quyền cũng bắt đầu thấy phải hạn chế, nên mới có phong trào cắt tóc ngắn, rạch quần ống loa. Mặc dù chính quyền tuyên bố như vậy nhưng áp dụng không triệt để, chỉ có một phong trào áp dụng mạnh là Thanh Niên Trừ Gian do tướng Nguyễn Cao Kỳ lập. Lúc đó ông Kỳ tỏ ra rất nghiêm khắc, cái gì có vẻ phản chiến hoặc lố lăng với đất nước và quân đội là ông yêu cầu hạn chế hoặc chấm dứt. Tuy nhiên, dù tướng Nguyễn Cao Kỳ là nhân vật diều hâu nhưng ông lại ái mộ nhạc Trịnh Công Sơn, thường cho người thân đón Trịnh Công Sơn vào hát tại Tân Sơn Nhất. Lúc đó có tin đồn hai ông Thiệu-Kỳ bắt đầu thành đối thủ để chuẩn bị ra tranh cử tổng thống, cho nên hai nhóm [Nhạc Trẻ và Thanh Niên Trừ Gian] có sự đối nghịch. Bên tướng Thiệu tuy không ủng hộ hippie, nhưng vì [Nhạc Trẻ] có đóng góp cho chương trình Cây Mùa Xuân Chiến Sĩ và do Cục Tâm Lý Chiến thực hiện, thậm chí Đại Hội Nhạc Trẻ đầu tiên tại sân vận động Hoa Lư với 25 ngàn người dự, có chủ tọa là đệ nhất phu nhân Nguyễn Thị Mai Anh. Nhưng khi chương trình được đem đi quảng bá để giúp cô nhi quả phụ trận Hạ Lào, những người chống đối chủ yếu là anh em trong nhóm Thanh Niên Trừ Gian của tướng Nguyễn Cao Kỳ. Một trong những người hoạt động hăng hái nhất là anh Đinh Quang Anh Thái. Được cái, nhờ tinh thần dân chủ, anh Trường Kỳ đã đại diện giới văn nghệ sĩ viết thư lên ông đô trưởng xin xét lại lệnh cắt tóc và rạch quần. Nhưng ngẫm lại, thuở đó chúng tôi cũng làm những việc hơi khó coi. | ” |
| — Nhạc sĩ Nam Lộc | |   |

| “                  | Sau Đại-hội Nhạc-Trẻ này tôi không còn thiết-tha gì đến việc tổ-chức hay những hoạt-động liên-quan đến nhạc trẻ khác. Tôi thật-sự là thấy mình thay-đổi, không còn hung-hăng con bọ-xít như trước, không còn hứng-thú như xưa và chẳng còn quan-tâm đến những vụ đàn-đúm, hội-họp hay những vụ ăn chơi xả-láng. Trong tình-trạng chiến-tranh sục-sôi từng ngày, với những xáo-trộn không ngừng về mặt xã-hội, tôi cũng chẳng còn lòng-dạ nào để viết-lách về ca-nhạc mà xét ra không còn thích-hợp với hoàn-cảnh. | ” |
| — Kí giả Trường Kỳ | |   |

Do hầu hết ca khúc Đại hội Nhạc trẻ đều được thâu dĩa nhựa để phát hành đại chúng, nên có tác động tích cực cho Phong trào Ca khúc Chính trị thập niên 1980. Nhiều năm sau sự kiện 30 tháng 04, nhạc sĩ Trường Kỳ tìm cách khôi phục Đại hội Nhạc trẻ mang danh Hải Âu kết hợp tinh thần hướng đạo tại Bắc Mỹ, nhưng hiệu ứng không được bao nhiêu.
- Một thời Nhạc Trẻ : Hồi kí Trường Kỳ
- Saigon Rock & Soul : Vietnamese Classic Tracks 1968-1974 (2010) : Bộ sưu tập